# Ангел (сингл)
Ангел — другий сингл українського гурту «Друга Ріка» із сьомого студійного альбому «Піраміда», представлений 30 березня 2017 року на ресурсах Google Play та iTunes. Через два тижні після релізу гурт презентував музичне відео на цю пісню на офіційному каналі гурту у YouTube. Композиція також має другу неофіційну назву — «Retro».

## Про сингл
За мірками колективу пісня «Ангел» зовсім свіжа. Мелодію Валерій Харчишин написав у 2016 році, а текст і студійний запис завершили восени того-ж року. Її хотіли оприлюднити перед Монстром, але люди, яким давали послухати обидва записи,  вибирали саме «Монстра», тому Валерій вирішив, що Ангел піде другим. Тим більше, що в цій роботі він дозволив собі поекспериментувати з вокалом  [Архівовано 18 січня 2018 у Wayback Machine.].
|                    | Вокальні партії трохи інші. Я би сказав, що вони складніші і місцями навіть мелодійніші. |
| — Валерій Харчишин |                                                                                          |

З музикою група вирішила не мудрувати і за звучанням «Ангел» – це класична Друга Ріка, якою її знають слухачі вже багато років. Настільки класична, що навіть перша назва цієї композиції була зовсім інша.
|  | Пісня досить довго називалася «Ретро», саме тому, що вона схожа на стару Другу Ріку. Вона аж до моменту виходу мала таку назву і в самому кінці, перед виходом пісні ми закреслили слово «ретро» і залишили «Ангел». Але для нас вона все одно – ретро. |

## Музичне відео
Режисером відео на пісню став Гео Лерос — художник, автор муралів та ініціатор проекту «City Art». Головні ролі у ньому виконали актори Макс Тархов та Олена Гайваненко.
|                                 | Чи бувало у вас таке, коли думаєш про людину, а вона ні того ні з сього дзвонить вам або пише повідомлення? Саме такий зв’язок на відстані ми хотіли змалювати у кліпі. Адже він насправді існує! Навіть коли ви не бачитеся, сила думок космічна! Ваш навколишній світ, ваші захоплення і навіть образ коханої людини спочатку формуються в уяві, силою власної думки. Ви можете обирати тільки з того, що придумали самі. Так само і з янголами – ви його не бачите, але він є, і він завжди поруч з вами. І щасливий той, хто зустрів його ще на землі. |
| — Валерій Харчишин, лідер гурту | |

## Список композицій
| #  | Назва   | Тривалість |
| -- | ------- | ---------- |
| 1. | «Ангел» | 3:23       |

## Чарти
| Чарт (2017)                                                                 | Позиція |
| --------------------------------------------------------------------------- | ------- |
| Ukraine Top 40 [Архівовано 20 січня 2018 у Wayback Machine.]                | 12      |
| Top City & Country Radio Hits [Архівовано 1 лютого 2018 у Wayback Machine.] | 46      |
| Europe Official Top 100 [Архівовано 20 січня 2018 у Wayback Machine.]       | 54      |

## Учасники запису
- Валерій Харчишин — вокал
- Олександр Барановський — гітара
- Дорошенко Олексій — ударні
- Біліченко Сергій — гітара
- Сергій Гера (Шура) — клавішні
- Андрій Лавриненко — бас-гітара